# Rock Band Unplugged
Rockband Unplugged est un jeu vidéo de la série Rock Band sorti sur PlayStation Portable.